# Shuhayb
Sheheib (tiếng Ả Rập: الشهيب) là một ngôi làng Syria nằm ở phó huyện Sabburah thuộc huyện Salamiyah, Hama. Theo Cục Thống kê Trung ương Syria (CBS), Sheheib có dân số 567 người trong cuộc điều tra dân số năm 2004.